# Arthur James Balfour, 1. Earl of Balfour

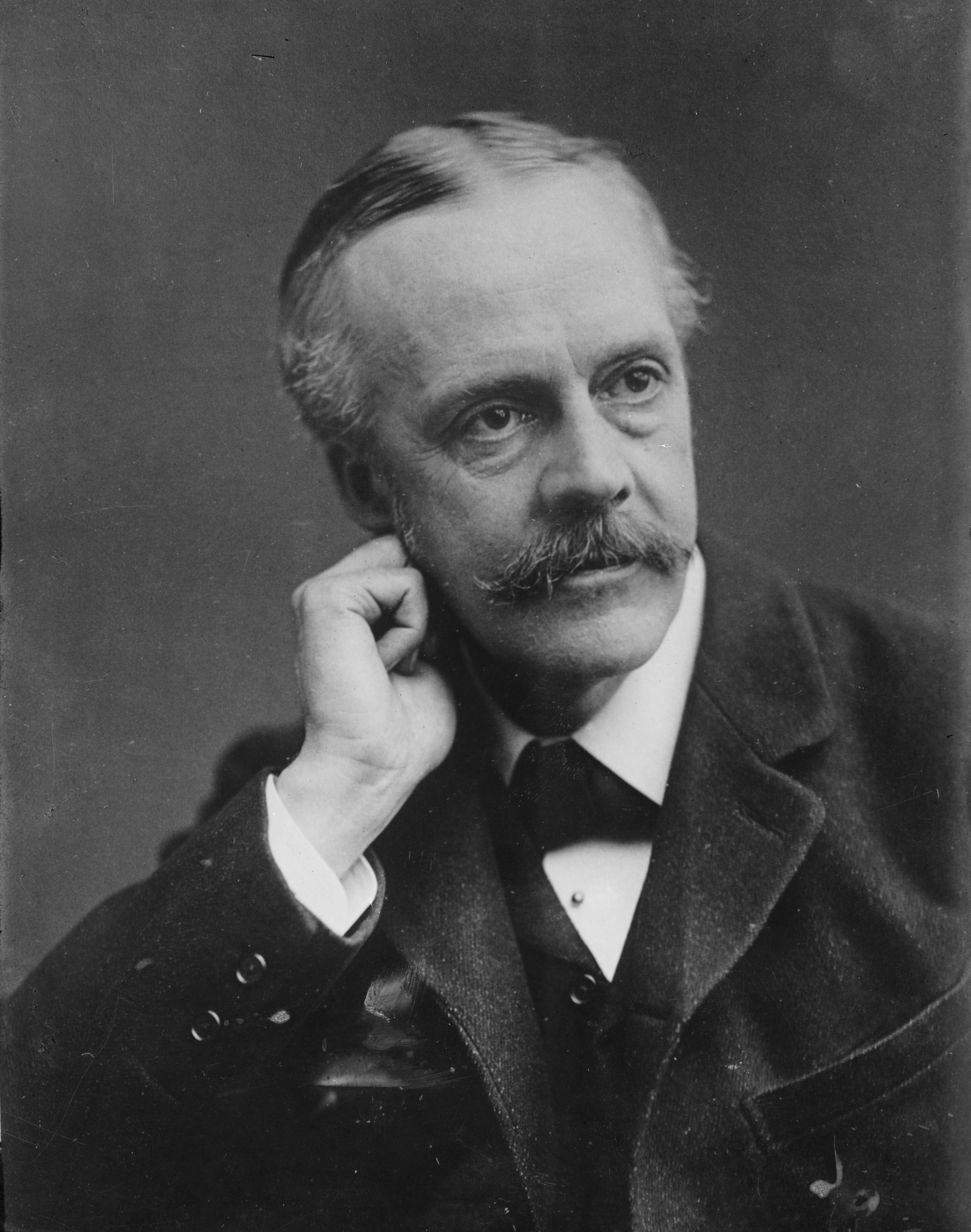
Arthur James Balfour

Arthur James Balfour, 1. Earl of Balfour (/ˈbalfə/), KG OM PC (* 25. Juli 1848 in Whittingehame, East Lothian, Vereinigtes Königreich Großbritannien und Irland; † 19. März 1930 im Fisher’s Hill House, Hook Heath, Woking, Surrey, Großbritannien) war ein britischer Politiker (Conservative Party) und Premierminister.
Als Abkömmling einer bedeutenden politischen Dynastie – den Cecils – geboren, war Balfours frühe Lebensphase vorgegeben. Er durchlief die übliche elitäre Ausbildung seiner Klasse und besuchte zunächst das Eton College und danach die Universität Cambridge, wo er Humanwissenschaft studierte. Im Jahr 1874 wurde er ins britische Unterhaus (House of Commons) gewählt. Als Chief Secretary for Ireland übernahm er eine Schlüsselposition in der Regierung seines Onkels Lord Salisbury. Zunehmend dessen rechte Hand und Stellvertreter im Unterhaus, war ihm die Nachfolge ins Amt des Premierministers bereitet, als sein Onkel sich 1902 aus Altersgründen aus der Politik zurückzog.
Ab dem 11. Juli 1902 war er bis zum 5. Dezember 1905 Premierminister. Innenpolitisch verabschiedete seine Regierung einige Reformgesetze, von denen vor allem der Education Act herausragt, der erstmals ein nationales Bildungssystem einführte. Außenpolitisch leitete er mit dem Abschluss 1902 einer Allianz mit Japan und 1904 mit der Entente cordiale mit Frankreich eine Abkehr von der splendid isolation ein. Nach inneren Zerwürfnissen in der konservativen Partei über eine Zollreform übergab er 1905 freiwillig die Regierung an die oppositionellen Liberalen, die sofort Neuwahlen ausriefen, bei der Balfours Konservative eine schwere Niederlage erlitten.
Daraufhin begannen die Konservativen, Teile der Gesetzgebung der regierenden Liberalen mit ihrer Mehrheit im Oberhaus (House of Lords) zu blockieren. So entstand eine Verfassungskrise, die 1910 zweimal (im Januar und im Dezember) zu Neuwahlen führte. Beide Male verloren die Konservativen; dazu setzte die Liberale Regierung den Parliament Act durch, der die Veto-Gewalt des Oberhauses brach. Balfour geriet parteiintern derart in die Kritik, dass er im November 1911 als Parteiführer zurücktrat. Er blieb dennoch in der Politik und wichtiger Teil des Schattenkabinetts. Als Liberale und Konservative 1915 die Kriegskoalition unter Premierminister Asquith bildeten, wurde er zunächst Erster Lord der Admiralität. Nach Asquiths Sturz, an dem auch Balfour maßgeblich beteiligt war, wurde er Außenminister und veröffentlichte 1917, als eine vage Zusage für eine „nationale Heimstätte für das jüdische Volk“ in Palästina, die Balfour-Deklaration. Erneut spielte Balfour 1923 eine wichtige Rolle bei der Frage der Nachfolge um den zurückgetretenen Premierminister Bonar Law, als Balfour König Georg V. dazu riet, Stanley Baldwin (und nicht George Nathaniel Curzon) auszuwählen.

## Leben

### Herkunft, Jugend und früher Werdegang

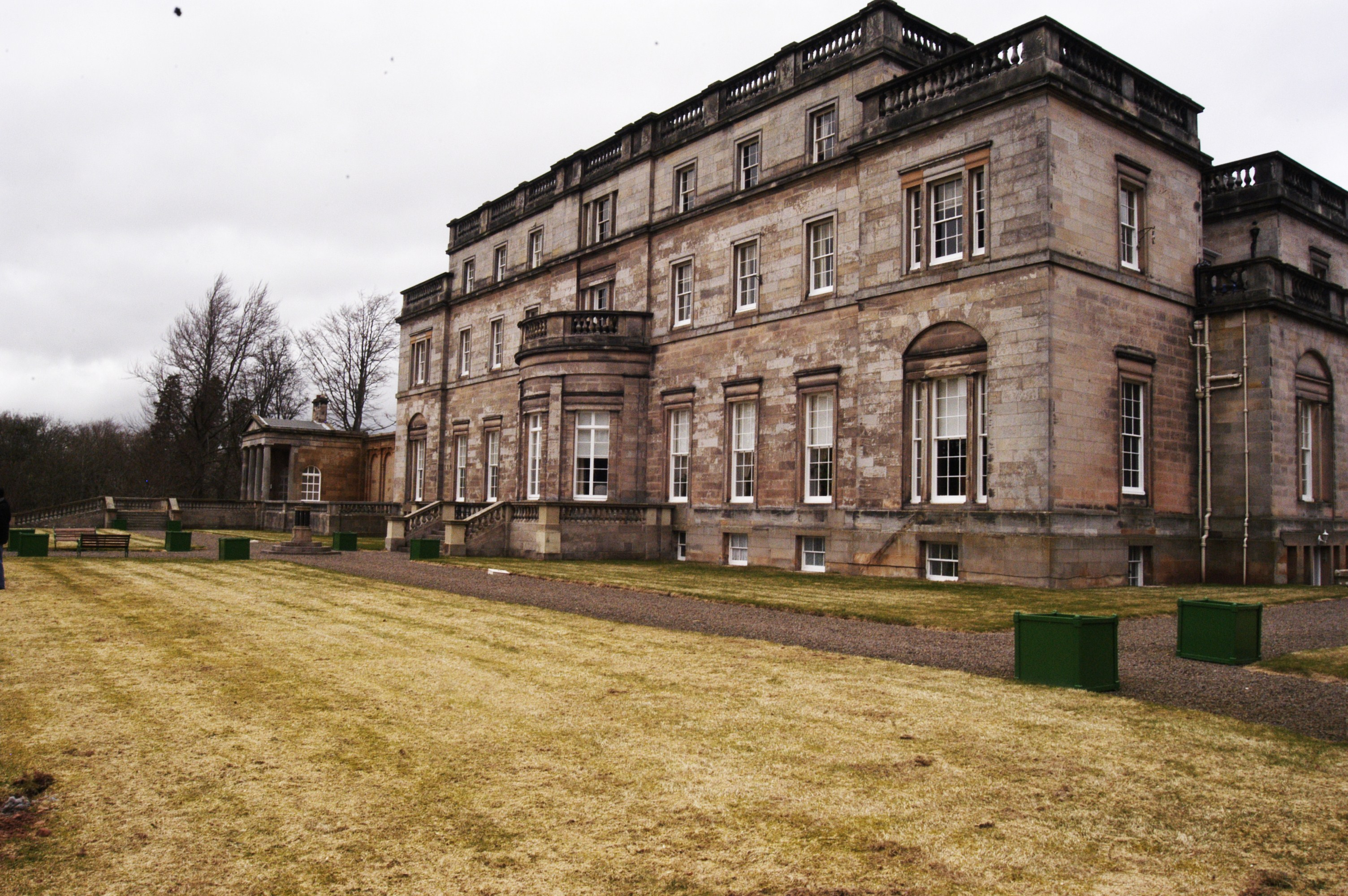
Whittingehame House, wo Balfour aufwuchs

Geboren wurde Balfour im Herrenhaus Whittingehame House im schottischen East Lothian, wo er auch aufwuchs; benannt wurde er nach dem Arthur Wellesley, 1. Duke of Wellington und nach seinem Vater James Maitland Balfour (1820–1856).
Sein Vater entstammte einer wohlhabenden Familie der schottischen Gentry. Der Name Balfour lässt sich in Schottland weit ins Mittelalter zurückverfolgen – wahrscheinlich ist der Name ursprünglich abgeleitet vom Dorf Balfoidh in Fife. Ein John de Balfure wird bereits 1304 in Gerichtsakten erwähnt; Balfours kämpften an der Seite von Robert the Bruce in der Schlacht von Bannockburn. Im 17. Jahrhundert waren die Balfours fest etabliert als Lairds von Balbirnie in Fifeshire. Balfours ehrgeiziger Großvater James Balfour ging als zweitgeborener Sohn einen damals üblichen Weg und zog 1793 nach Britisch-Indien, wo er, zunächst als Teil der East India Company, nach wechselhaften Jahren zu Wohlstand kam. Zurück in Großbritannien heiratete er Eleanor Maitland, die Tochter des James Maitland, 8. Earl of Lauderdale und ließ sich zunächst in London am Grosvenor Square nieder. Dazu erwarb er bald mehrere Güter in Schottland; erst in Balgonie, dann in Ross-shire und schließlich das Anwesen Whittingehame in East Lothian, wo er vom Architekten Robert Smirke das große Herrenhaus Whittingehame House errichten ließ. Sein 1820 geborener Sohn James Maitland Balfour wurde nach einer Ausbildungszeit am elitären Internat Eton und der Universität Cambridge nach London geschickt, um sich als Geschäftsmann zu etablieren. Dort lernte er Lady Blanche Mary Harriet Gascoyne-Cecil († 1872) kennen, die er 1843 heiratete. Als Tochter von James Gascoyne-Cecil, 2. Marquess of Salisbury entstammte sie der einflussreichen englischen Politikerfamilie Gascoyne-Cecil of Salisbury, die seit langem in nahezu jeder konservativen Regierung einen Minister stellten. Gemeinsam hatten sie neun Kinder; zunächst eine totgeborene Tochter, dann Eleanor (immer nur Nora genannt) und Evelyn. Nach Arthurs Geburt folgten die Geschwister Cecil, Alice, Francis, Gerald und Eustace.
James Maitland Balfour zog nach dem Tod seines Vaters von London nach Whittinghame; von den Biografen seiner Familie wird er generell als verantwortungsbewusster Grundherr beschrieben, der eher auf die Besserung der Lebensumstände seiner Pächter achtete als auf Profit. Für die konservative Partei saß er als Vertreter des Parlamentssitzes von Haddington Burgh im Unterhaus. 1854 erkrankte er an Tuberkulose; trotz intensiver Pflege durch Ärzte und seine Frau starb er 1856 bei einem Kuraufenthalt auf Madeira.
Der junge Arthur insistierte zeitlebens, keinerlei Erinnerungen an seinen Vater und dessen Krankheit zu haben. Dagegen wird seiner Mutter in Balfours Jugendphase ein bestimmender Einfluss auf ihren Sohn zugeschrieben. So hatte sie großen Einfluss auf die Erziehung ihres Sohnes und bestimmte über seinen frühen Werdegang. Arthur und die anderen Jungen wurden zunächst von Tutoren in Heimunterricht unterrichtet. Blanche Balfour überwachte und setzte Prioritäten in der Erziehung ihrer Kinder; während sie für die Töchter das Hauptaugenmerk auf Sprachen (Französisch und Deutsch) legte, wurden die Söhne prioritär in Geschichte, Mathematik und vor allem in den klassischen Sprachen (Latein und Griechisch) ausgebildet. Nach einer kurzen Zeit in einer Vorbereitungsschule besuchte Balfour dann wie bereits sein Vater das renommierte Eton College, eine für ihn unglückliche Zeit. Danach studierte er am Trinity College der Universität Cambridge, wo er Humanwissenschaft als Studienfach belegte. Entgegen seinen Erwartungen erreichte er als Abschlussnote nur ein Second (Zwei). Sein Interesse an Philosophie und religiösen Themen sowie sein großer Lesehunger führte bereits in Cambridge zu seinem Image eines etwas entrückten, hochsinnigen Mannes, ein Eindruck, der ihm auch später immer anhaftete.

### Balfour als Autor, Philosoph und Philanthrop

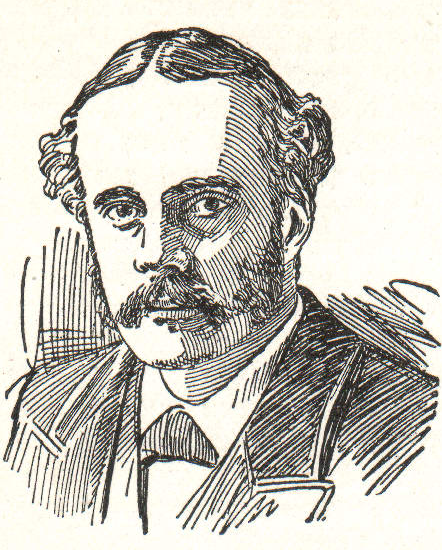
Balfour als junger Mann

Seit seiner Studienzeit in Cambridge setzte sich Balfour intensiv mit philosophischen Themen auseinander, so sehr, dass er oft als politischer Dilettant beschrieben wurde, der eigentlich viel eher ein Intellektueller und Philosoph war. In seinem 1879 veröffentlichtem Buch Defense of Philosophic Doubt widmete Balfour sich einem damals aktuellen Thema und widersprach mit dieser als Gegenschrift gedachten Veröffentlichung der Lehre des Philosophischen Naturalismus, den er als die damals vorherrschende philosophische Denkweise begriff. Darauf aufbauend führte der tiefreligiöse Balfour 1895 in seinem zweiten Buch Foundations of Belief aus, dass nur skeptische Fragen zum wahren Glauben führen könnten, der jenseits von allem wissenschaftlichem Denken sei und sich folglich jedem wissenschaftlichen Beweis entziehe. 1883 veröffentlichte Balfour einen Essay über den Theologen und Philosophen Bischof George Berkeley, den er idolisierte. Berkeley, der in seinem Denken oft als Bindeglied zwischen John Locke und David Hume angesehen wird, sei als Philosoph von geringerer Bedeutung als Locke und Hume, wie Balfour einräumte. Seinen besonderen Wert deutete Balfour jedoch als Zugang zu der geistigen und sozialen Welt seiner Zeit.
Neben seinen philosophischen Publikationen beschäftigte Balfour sich auch mit ökonomischen Themen, zu denen er verschiedentlich Artikel und Schriften veröffentlichte. So veröffentlichte er 1885 einen Artikel im National Review, bei dem er sich offen für das Währungssystem Bimetallismus aussprach, ein Thema, das er bereits in seiner Erstrede im Unterhaus aufgegriffen hatte.
Balfour war ein führendes Mitglied der Gruppe The Souls, einer 1885 geformten Gruppe intellektueller Gesellschaftsmitglieder, die sich frei von den damals in der Gesellschaft vorherrschenden (politischen) Diskussionsthemen wie Home Rule über soziale, gesellschaftliche und philosophische Themen austauschen wollten. Die Gruppe, die aus etwa drei Dutzend Personen bestand und zu der neben Balfour auch George Nathaniel Curzon, Margot Tennant und die Wyndham-Schwestern angehörten, löste sich um 1900 auf. Von 1892 bis 1894 war Balfour Präsident der Society for Psychical Research, einem Verein zur Erforschung parapsychologischer Phänomene. 1902 wurde er in die American Academy of Arts and Sciences gewählt. 1919 wurde er assoziiertes Mitglied der Königlichen Akademie der Wissenschaften und Schönen Künste von Belgien und 1925 Fellow der Royal Society of Edinburgh. Auch gehörte er dem renommierten Londoner Travellers Club an und war (um 1912) Ehrenvizepräsident der Eugenics Education Society, von der er sich später distanzierte.
Neben seinen philosophischen Studien entwickelte Balfour ein Interesse an Dialekten auf den britischen Inseln. Er spendete dem Philologen Joseph Wright Geld, um dessen Forschungsarbeit zu ermöglichen. Wright widmete Balfour im ersten Band seines The English Dialect Dictionary einige Zeilen und führte aus, dass Balfours substantielle philanthropische Unterstützung seine Arbeit erst ermöglicht habe.

### Erste politische Schritte

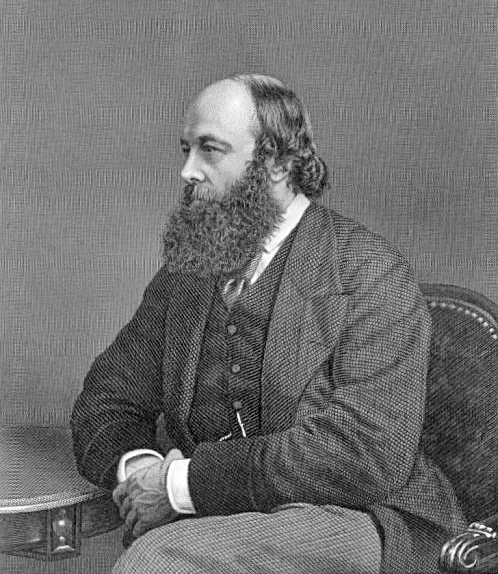
Balfours Onkel, Lord Salisbury

Bei den Unterhauswahlen im Februar 1874 wurde Balfour im sicheren konservativen Wahlkreis Hertford erstmals für die Konservative Partei ins britische Unterhaus gewählt. Die Wahl sorgte für die erste konservative Mehrheit seit der Spaltung der Partei durch den Streit um die Korngesetze; ihr Führer Benjamin Disraeli konnte dadurch eine stabile Regierung bilden. Im neu gewählten Unterhaus fiel Balfour in den Augen seiner Biografen in den ersten Jahren nicht auf und meldete sich nur selten zu Wort. Bei den seltenen Gelegenheiten, bei denen er sprach, äußerte er sich lediglich zu eher obskuren ökonomischen oder religiösen Themen. Sein Biograf Ewen Green sieht seine Zurückhaltung im Unterhaus darin begründet, dass er völlig mit dem Verfassen seines philosophischen Werks Defense of Philosophic Doubt beschäftigt war. Von 1878 bis 1880 war er Privatsekretär seines Onkels Robert Gascoyne-Cecil, 3. Marquess of Salisbury, den er unter anderem im Jahr 1878 zum Berliner Kongress begleitete. Durch den Kongress wurde Balfours Interesse an außenpolitischen Themen und der Verteidigungspolitik begründet. Im Unterhaus sprach er danach häufiger über das Verhältnis zum Osmanischen Reich und zu Afghanistan, dazu äußerte er sich wiederholt öffentlich und privat mit Besorgnis über das russische Vorrücken in Richtung Britisch-Indien.
Innenpolitisch verschlechterte sich in den späten 1870er-Jahren die ökonomische Perspektive Großbritanniens. Eine Serie harter Winter und verregneter Sommer führte zu Missernten und wirtschaftlichen Einbußen. Die Große Deflation der Weltwirtschaft traf die etablierte Industriegesellschaft Großbritanniens besonders hart. Die Krise der Landwirtschaft in Großbritannien war für die konservative Partei ebenfalls ein schwerer Schlag, da der landbesitzende Adel ihre traditionelle Basis bildete. Geringere Pachteinnahmen in den letzten Jahren führten zu reduzierten Zuwendungen für die Wahlkampffonds der Tories. Dagegen waren die Liberalen neu erstarkt und ihr Akteur William Ewart Gladstone ritt mit seiner Midlothian-Kampagne scharfe Angriffe auf die konservative Regierung.
Nach zwei (überraschend) gewonnenen Nachwahlen kam das konservative Kabinett im März 1880 überein, vorzeitig Neuwahlen anzusetzen. Die Konservativen befanden sich jedoch von Anfang an im Nachteil. Mit Premierminister Disraeli, Außenminister Lord Salisbury und Lord Cranbrook saßen ihre drei stärksten Redner alle im Oberhaus und waren damit vom aktiven Wahlkampf ausgeschlossen. Sir Stafford Northcote, seit Disraelis Nobilitierung der Führer der konservativen Mehrheitsfraktion im Unterhaus, galt hingegen als äußerst schwacher Redner. Die konservative Kampagne konzentrierte sich darauf, die Wähler vor den Liberalen zu warnen, da diese Home Rule (also eine Eigenverwaltung) im britischen Irland einführen würden. Dieses Thema sollte zwar in den nächsten Jahren auf die politischen Tagesordnung treten, war jedoch zum Zeitpunkt der Unterhauswahl von 1880 für die Wähler noch ein gewöhnungsbedürftiges neues Thema und deshalb nicht wahlentscheidend. Dazu war die liberale Wahlmaschinerie bereits gut eingespielt, während ihr konservatives Gegenstück von der kurzfristig getroffenen Entscheidung zur vorgezogenen Neuwahl selbst überrascht wurde. Die Unterhauswahlen vom 31. März bis zum 27. April 1880 führten zu einer großen liberalen Mehrheit und Gladstone bildete seine zweite Regierung als Premierminister.

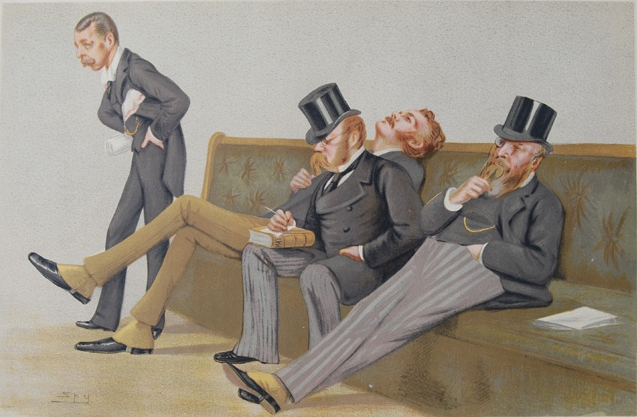
Vanity Fair-Karikatur der „Fourth Party“: von links Sir Randolph Churchill, Balfour, Henry Drummond Wolfe und John Eldon Gorst (1880)

Die Konservative Partei war nach dieser Niederlage am Boden. Disraelis Führung blieb innerhalb der konservativen Spitze unbestritten. Dagegen war der Führer der konservativen Partei im Unterhaus, Stafford Northcote, aufgrund seiner zahlreichen Defizite umstritten. So bildete sich ab 1880 ein Quartett junger konservativer Hinterbänkler heraus, die sich einen Namen machten, indem sie mit überlegener Rhetorik sowohl Gladstones Regierung gezielt attackierten als auch Northcotes Führerschaft unterminierten. Balfour wurde als Mitglied dieses Kreises junger querdenkender Konservativer bekannt, der sich um Randolph Churchill innerhalb der Konservativen Partei herausbildete („Fourth Party“). Inspiriert von der Young England-Bewegung um Disraeli, Lord John Manners und George Smythe in den frühen 1840er-Jahren, hatte die Gruppe neben einem vagen Romantizismus vor allem die eigenen Aufstiegsmöglichkeiten und die Inanspruchnahme der neuen unteren Wählerschichten im Blick, die durch Disraelis Wahlrechtsreform von 1867 ein eigenes Stimmrecht erhalten hatten. 1885 löste sich die Fourth Party-Gruppe wieder auf, ohne konkrete Erfolge erzielt zu haben.

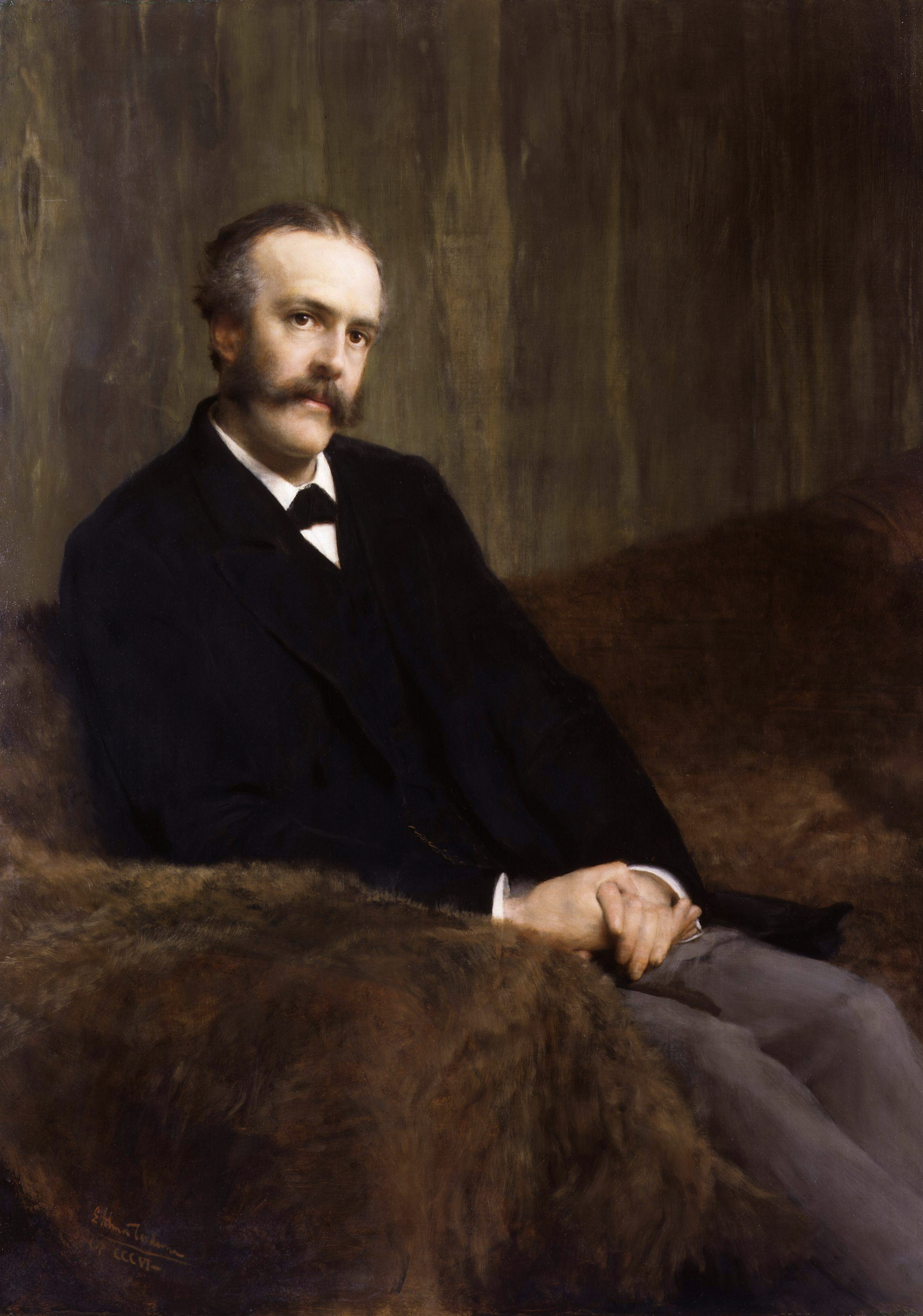
Balfour 1891, Gemälde von Lawrence Alma-Tadema

Im gleichen Jahr folgte Balfour der Aufforderung seiner Partei und wechselte in den Wahlkreis Manchester East, der vor allem suburban geprägt war, sich jedoch auch über einen substantiellen Wähleranteil aus Minenarbeitern auszeichnete. 1885 erhielt er in der kurzlebigen ersten Regierung seines Onkels seinen ersten (subalternen) Posten. Nachdem er sich bewährt hatte und im Konflikt zwischen Randolph Churchill und seinem Onkel unzweideutig für letzteren entschied, wurde Balfour 1887 Chief Secretary for Ireland in dessen zweitem Kabinett. Er kam so bereits früh in seiner Karriere mit dem drängendsten Problem der britischen Politik dieser Epoche in Kontakt: mit der irischen Forderung nach Home Rule. Balfours Zeit hier war zentral für seine politische Reputation, gleichzeitig jedoch von Kontroversen geprägt. Erst 1882 war einer seiner Vorgänger, Frederick Cavendish, von irisch-republikanischen Attentätern ermordet worden. Als klassischer Unionist lehnte Balfour nun alle Forderungen des Führers der Home Rule League, Charles Stewart Parnell, zu konstitutionellen Gesprächen ab, solange die irische Seite nicht allen illegalen Aktivitäten abzuschwören bereit war. 1887 initiierte er ein Gesetz, das dem Staat bzw. den Polizeikräften weitreichende Befugnisse gab, um künftig gegen irische Aktivisten in Irland und Großbritannien vorzugehen. Gleichzeitig bemühte er sich, diverse Sozialhilfemaßnahmen zu installieren. Er initiierte zwei Agrar-Reformgesetze, um es Pächtern zu ermöglichen, selbst kleine Landbesitze zu erwerben. Außerdem bemühte er sich um bessere Eisenbahnverbindungen, um den Export von irischen Waren anzukurbeln und einen wirtschaftlichen Aufschwung zu ermöglichen. Nach einem Akt von Polizeigewalt im September 1887 in Mitchelstown wurde Balfour in der Folge als „Bloody Balfour“ bekannt. Seine Strategie, Parnell und andere irische Nationalisten wegen ihres Aufrufs zur Gewalt vor Gericht zu stellen, schlug 1888 fehl, als klar wurde, dass deren angebliche diesbezügliche Leserbriefe an die Londoner Times von einem Fälscher stammten.
Seine gestiegene Reputation in der konservativen Partei führte dazu, dass er 1891 nach dem Tod von William Henry Smith zum Leader of the House of Commons avancierte. Balfour fand die Aufgabe nach der schwierigen Aufgabe in Irland ermüdend, wie er seiner Freundin Lady Elcho gestand; die knappe Niederlage der Konservativen bei der Unterhauswahlen 1892 nahm er infolgedessen als Erleichterung hin.
1901 bewegten Balfour und Aretas Akers-Douglas, 1. Viscount Chilston den rapide alternden Salisbury vorsichtig dazu, die Außenpolitik zu übergeben.

### Premierminister

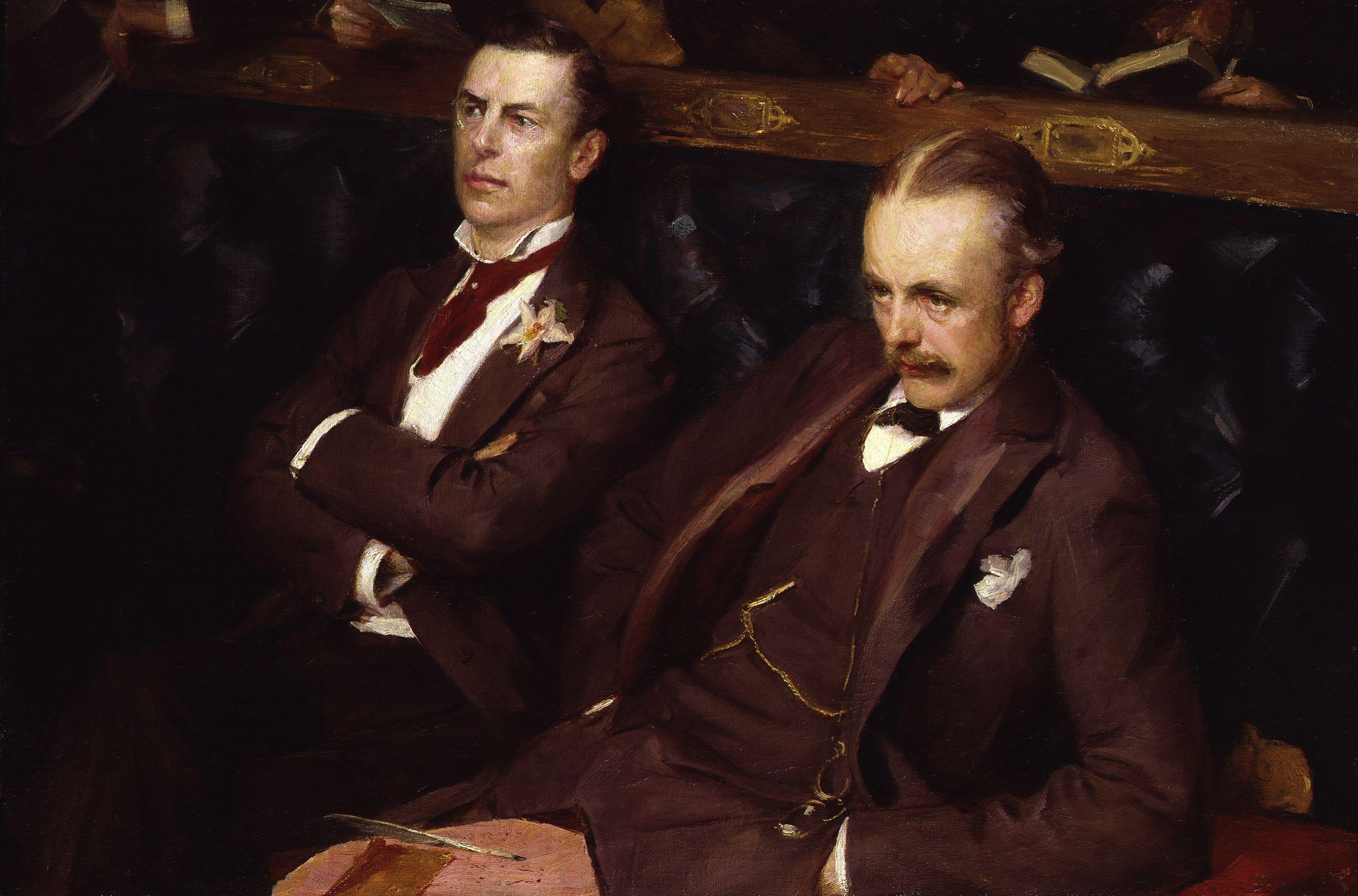
Balfour (rechts) und Joseph Chamberlain, etwa 1895

Balfours politische Karriere erreichte 1902 ihren Höhepunkt, als sein Onkel am 11. Juli 1902 als Premierminister zurücktrat. Balfours Anspruch auf die Nachfolge war unbestritten. Seine Bilanz als Minister war hoch angesehen, seine verwandtschaftliche Verbindung als Exponent und Erbe des Hauses Cecil sowie das Fehlen eines möglichen parteiinternen Konkurrenten machten ihn zum natürlichen Nachfolger.
Außenpolitisch ergab sich als erste Konsequenz aus dem gerade gewonnenen Burenkrieg die Abkehr von der Splendid isolation. Im Verlauf des Burenkriegs war Großbritanniens außenpolitische Isolation deutlich geworden. Vormals von Balfours Onkel Salisbury als Zeichen der Stärke Großbritanniens gerühmt, wurde das Fehlen jeder Allianz nun vor dem Hintergrund des problematisch verlaufenen Burenkriegs als Bedrohung empfunden. Der führende Platz und auch die Sicherheit des Britischen Empires galt den Zeitgenossen nicht mehr länger als selbstverständlich. Balfour war sich wohlbewusst über die sich ändernden Machtverhältnisse auf globaler Ebene. Bereits als zweiter Mann hinter seinem Onkel war er zusammen mit dem Außenminister Lord Lansdowne der Hauptinitiator für das Bündnis mit Japan gewesen, das die Abkehr von der splendid isolation einleitete. Die von Lansdowne geführten Verhandlungen mit Frankreich führten schließlich zur Entente cordiale. Diese räumte einerseits die bestehenden Spannungen aus, die erst 1898 beinahe zu einem Krieg geführt hatten und bildete andererseits bereits den Grundstein für eine anglo-französische Allianz. Balfour schuf 1904 mit dem Committee of Imperial Defence die künftige Schaltzentrale der strategischen Verteidigungspolitik des Britischen Weltreichs. Hintergrund war für ihn die praktische Fragestellung, ob Großbritanniens Versorgung im Fall eines größeren Krieges bedroht sei; Balfour dachte dabei bereits an eine mögliche Bedrohung durch U-Boote.
Innenpolitisch standen seit langem Bildungsreformen zur Diskussion, um dem vermeintlichen britischen Niedergang zu begegnen; 1894 hatte E. E. Williams das Buch Made in Germany veröffentlicht, in dem er unterstellte, zunehmende Vorteile der deutschen Hersteller seien in der besseren (technischen) Ausbildung begründet. Mögliche Reformen blieben ein Thema während der 1890er-Jahre, jedoch standen dem konfessionelle Unterschiede zwischen der Church of England und Nonkonformisten im Weg. Nachdem Salisburys dritte Regierung hierzu keine Reformen in Gang gebracht hatte, ging Balfour das Thema sofort an und brachte 1902 den Education Act ins Parlament ein, der erstmals ein nationales Bildungssystem einführte. Das Gesetz transferierte die Verantwortung weg von den Schulämtern auf die lokale Verwaltung. Alle Kinder sollten nun zudem bis zum Alter von 14 Jahren eine Schulausbildung erhalten.
Seine Zeit als Premier wurde ab 1903 zunehmend durch die Schutzzollpolitik des Unionisten Joseph Chamberlain überschattet. Chamberlain propagierte die Abkehr des herrschenden Freihandelsdogmas und die Errichtung von Zollhandelsschranken, von denen die Dominions aber (unter dem Schlagwort „Imperiale Präferenz“) ausgenommen sein sollten. Dahinter stand Chamberlains Vision einer weitergehenden Union zwischen Großbritannien und seinen Dominions (Kanada, Südafrika, Australien und Neuseeland), die er mit einer Zollunion begründen wollte; diese würde (in seinen Augen) irreversibel sein und letztlich auch zu einer politischen Union führen. Eine solche Union würde zudem auf lange Sicht allen Klassen große Vorteile bieten, dazu wäre Großbritanniens machtpolitischer Status auch in der Zukunft abgesichert. Die Gegner von Chamberlains Plänen verwiesen auf die Nachteile der Zölle für die ärmeren Bevölkerungsschichten. Eine dritte Gruppe zeigte sich aufgeschlossen für Chamberlains Pläne, wollte jedoch alle Nahrungsimporte von Zöllen ausnehmen und wurde als „Free Fooders“ bekannt. Balfour stand dem Thema zunächst skeptisch gegenüber und hielt sich unverbindlich, nahm schließlich jedoch die Mittlerposition ein und schloss sich thematisch den „Free Fooders“ an. Die folgende Spaltung des Kabinetts und der Partei über dieser Frage konnte er nicht verhindern. Im Dezember 1905 entschloss sich Balfour, den Liberalen die Regierungsgewalt zu übergeben und trat (als bislang letzter Premierminister) ohne Neuwahlen zurück. Die Liberalen unter ihrem Führer Henry Campbell-Bannerman bildeten nach kurzen Kabalen eine neue Regierung und riefen Neuwahlen aus.
Die Uneinigkeit der Konservativen in der Zollfrage ließ die Liberalen die Wahlen unter dem Banner des Freihandels führen. Bei den Unterhauswahlen Anfang 1906, die sich als letzte Wahl in der Geschichte Großbritanniens noch über mehrere Wochen erstreckten, erlitten die Konservativen eine schwere Wahlniederlage; sie nahmen im neuen Parlament lediglich 157 Sitze ein, während die Liberalen und die mit ihren verbündeten Kleinparteien 514 Sitze erzielten. Balfour selbst gehörte (wie sein Bruder Gerald und die Cecils) zu den vielen prominenten Konservativen, die ihren Parlamentssitz verloren. Er zog jedoch durch eine Nachwahl in einem anderen Wahlkreis (City of London), der bis 1922 sein angestammter Wahlkreis blieb, schnell wieder ins Unterhaus ein.

### Oppositionsführer

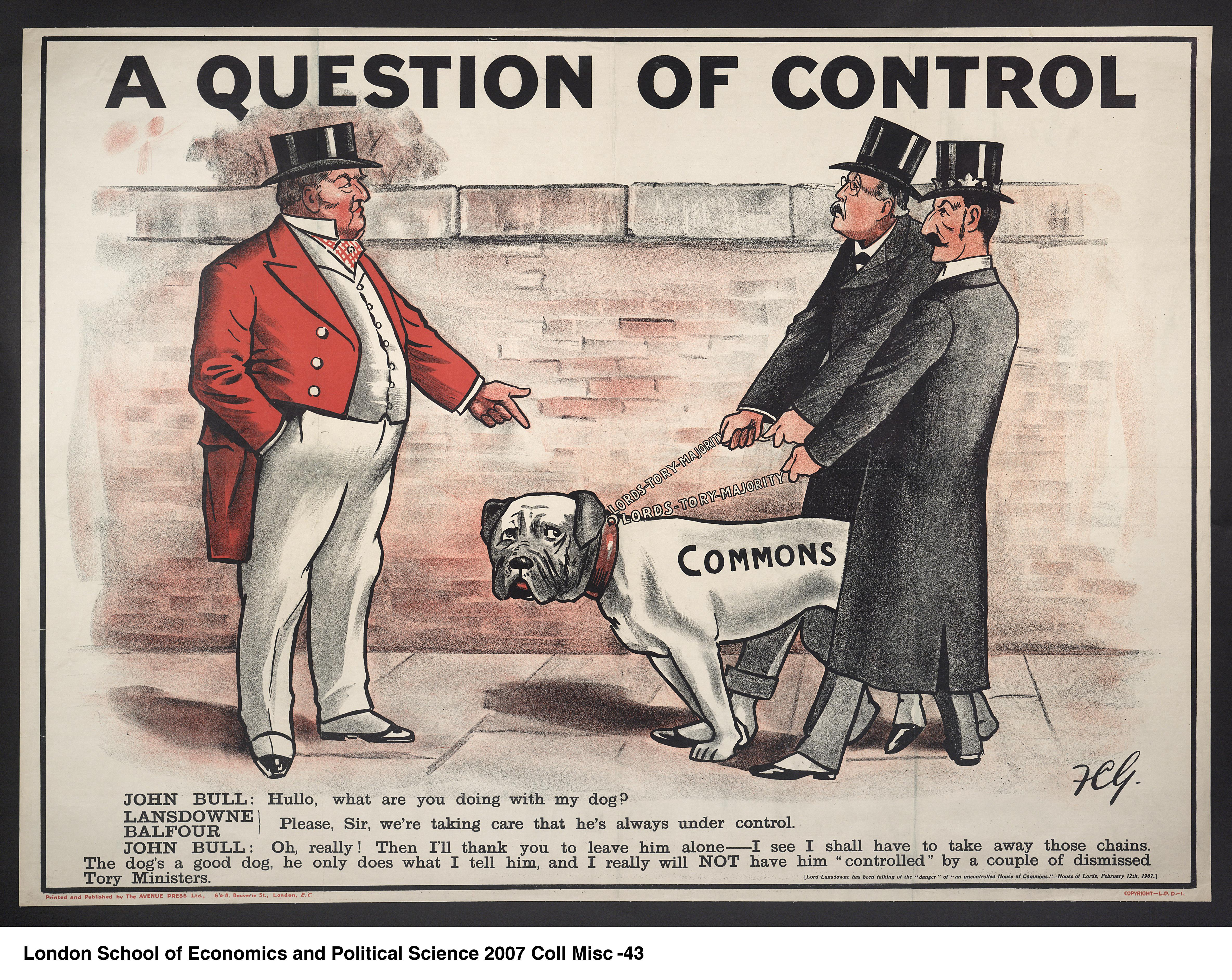
Balfour und Lansdowne kontrollieren das Unterhaus. (Karikatur)

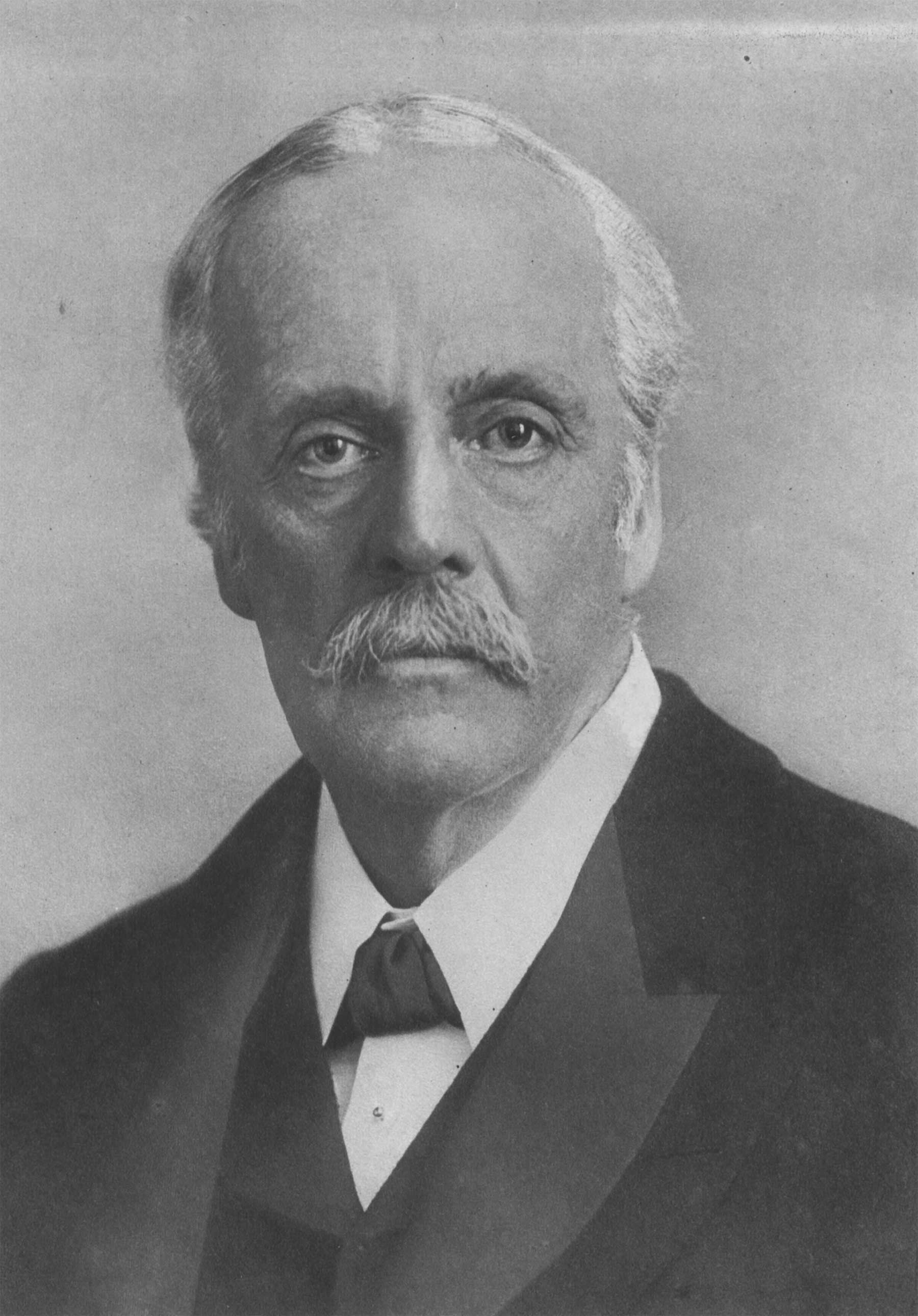
Balfour um 1910

In der Opposition musste sich Balfour die Führungsrolle mit Lord Lansdowne, dem Führer der Konservativen im Oberhaus, teilen. Auch wenn er als ehemaliger Premierminister formal ein primus inter pares war, sah er sich durch die Niederlage parteiintern geschwächt. Im Oberhaus dagegen verfügten die Konservativen über eine ähnlich große Mehrheit wie umgekehrt die Liberalen im Unterhaus. Balfour und Lansdowne kamen zunächst überein, die Gesetzgebung der Liberalen im Unterhaus hart zu bekämpfen und im Oberhaus wichtige Gesetze der Liberalen Regierung mit schwerwiegenden Änderungen zu versehen oder zu blockieren. Die konservative Mehrheit im Oberhaus (House of Lords) blockierte ausgewählte Gesetze, die die Liberalen im Unterhaus durchbrachten. Das Oberhaus wurde vom Liberalen David Lloyd George deshalb als „Balfours Pudel“ verspottet. Als der liberale Schatzkanzler David Lloyd George im Jahr 1909 einen provokanten „Volks-Haushalt“ vorlegte, der mit Steuern auf Einkommen und Luxusgüter finanziert werden sollte, spitzte sich der Konflikt weiter zu. Ferner schlug der Entwurf die Einführung einer Grundsteuer nach dem Vorbild des amerikanischen Steuerreformers Henry George vor. Der Entwurf hätte nach Ansicht von Adonis enorme Auswirkungen auf Großgrundbesitzer gehabt. Da das Oberhaus immer noch vor allem aus solchen zusammengesetzt war, traf der Vorschlag dort auf erbitterte Opposition. Das Oberhaus war der Ansicht, dass stattdessen Importsteuern (Zölle) erhoben werden sollten, um die britische Wirtschaft zu stärken. Aufgrund der anhaltenden konservativen Blockade im Oberhaus war das liberale Kabinett übereingekommen, diese mit einem juristischen Kunstgriff zu umgehen; traditionell waren Finanz- und Haushaltsfragen die ureigene Domäne des Unterhauses und wurden vom Oberhaus nicht angefochten. Die Liberalen bündelten deshalb nun alle ihre Gesetzesvorhaben in einem großen Gesetz, dem jährlichen Haushaltsentwurf. Die Konservativen waren dennoch entschlossen, den Entwurf nicht durchzulassen; sie fochten zunächst im Unterhaus das Gesetz in jedem Stadium an und forcierten bei jeder sich bietenden Gelegenheit auch eine Division des Hauses durch den Speaker. Der normale Parlamentsbetrieb wurde dadurch erheblich aufgehalten und die Regierung musste die Parlamentssession auf die übliche Sommerpause und darüber hinaus ausdehnen. Als das Gesetz schließlich im November das Unterhaus passiert hatte und dem Oberhaus vorgelegt wurde, kamen die Konservativen überein, das Gesetz zurückzuweisen. Für den Historiker Bruce Murray war 1980 in seiner Studie über das Gesetz der entscheidende Grund für diesen Schritt die Berechnung Balfours, dass ansonsten seine und Lansdownes Position unhaltbar und die Einheit der Partei dann gefährdet wäre. Andrew Adonis widersprach Murray 1993 und sah das Momentum unter den konservativen Peers als wichtigeren Grund. Balfour und Lansdowne seien zu ihrer Entscheidung gelangt im Wissen, dass ein substantieller Teil der Peers in jedem Fall entschlossen war, gegen das Budget zu stimmen. Durch die Blockade im Oberhaus kam es zu einer Verfassungskrise;  was 1910 (zweimal) zu Neuwahlen führte. Bei der Neuwahl im Januar 1910 gewannen die Konservativen viele Sitze hinzu; dennoch reichte es nicht zu einer Regierungsbildung, da die Liberalen durch die Labour Party und die irischen Nationalisten unterstützt wurden. Asquith bildete im Ergebnis mit Unterstützung der Irish Parliamentary Party eine Regierung. Auch bei der Wahl im Dezember 1910 blieb es beim Patt und die Liberalen konnten weiter die Regierung stellen.
Nach drei Wahlniederlagen in Folge sah sich Balfour heftigen parteiinternen Angriffen ausgesetzt. Besonders seine unentschlossene Handhabung der Krise um den Parliament Act verärgerte seine Kollegen und machte einige zu seinen Gegnern. Vor allem der rechte Flügel seiner Partei übte bittere Kritik an Balfour. Eine Gruppe um Lord Halsbury opponierte gegen Balfours Führung; auch namhafte Tories wie F. E. Smith und Edward Carson zählten zu Balfours Gegnern. Zudem schlossen sich mit Lord Hugh Cecil und Lord Robert Cecil zwei Angehörige von Balfours eigener Familie dieser Gruppe an. Die Gruppierung um Halsbury fand für ihre Forderungen zunehmende Unterstützung auch in der konservativen Presse. Der Herausgeber des National Review, Leo Maxse, orchestrierte unter dem Slogan B.M.G. – Balfour must go (dt. Balfour muss gehen) eine Kampagne gegen Balfours Führung. Balfour gab sich zumindest in der Öffentlichkeit noch betont gelassen; bei einer Besprechung im September 1911 in seinem schottischen Landhaus gab er dem Chief-Whip Lord Balcarres und dem Parteimanager Arthur Steel-Maitland allerdings zu erkennen, dass er einen Rücktritt erwägen würde. Am 7. Oktober 1911 formten die Hardliner der Partei den sogenannten Halsbury Club, der ganz offensichtlich die Zielsetzung hatte, Balfour zum Rücktritt zu zwingen. Durch die andauernde parteiinterne Kritik angeschlagen, informierte er Ende Oktober Lord Lansdowne, dass er nun zum Rücktritt entschlossen sei um einen möglichen Bruch innerhalb der Partei zu verhindern. Am Nachmittag des 8. November 1911 gab Balfour bei einem öffentlichen Auftritt in seinem Wahlkreis, der Londoner City, seinen Rücktritt bekannt.
Beim wenige Tage später anberaumten Carlton-Club-Treffen wurde Andrew Bonar Law als sein Nachfolger gewählt.

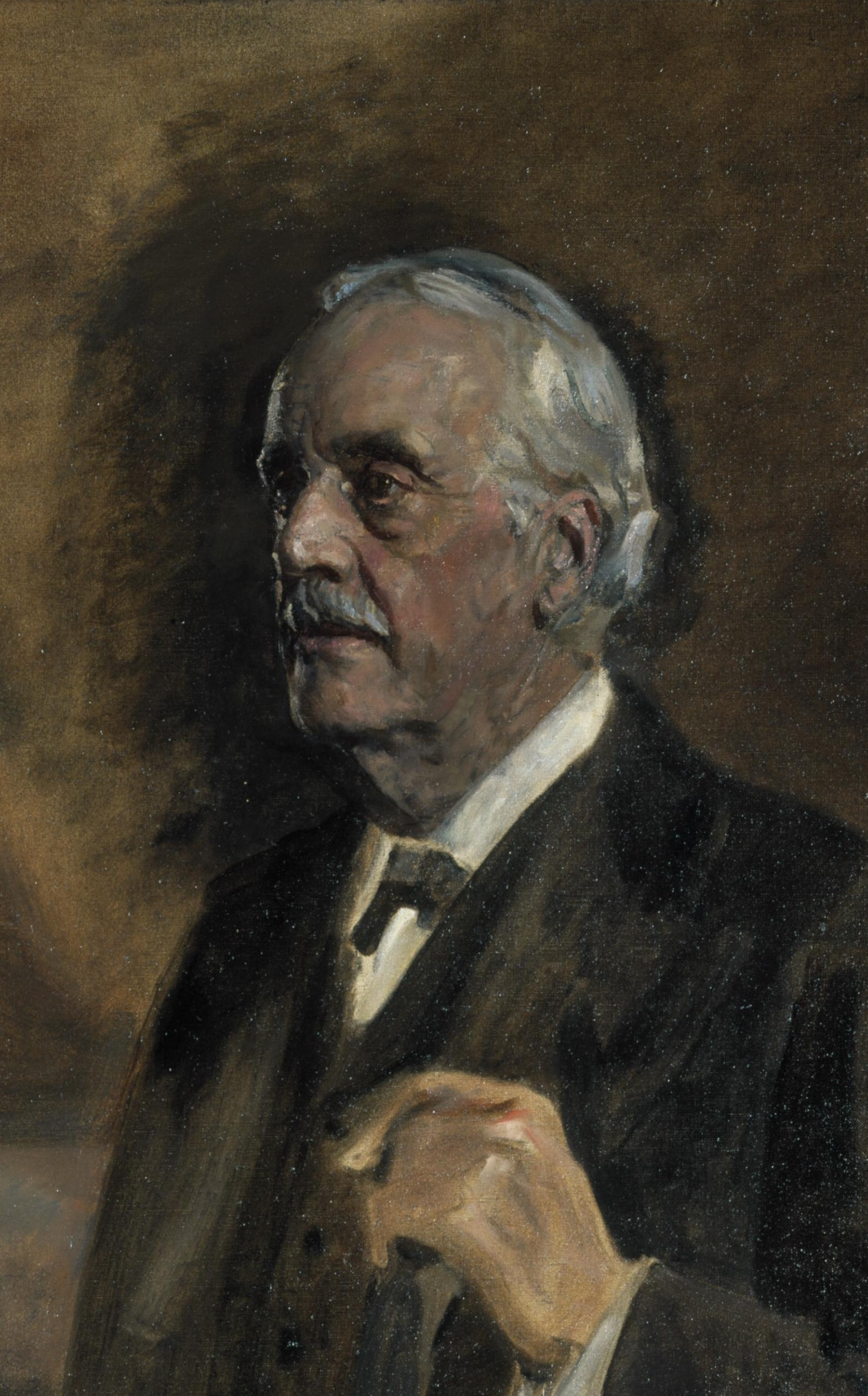
Arthur Balfour um 1920, Porträtstudie von James Guthrie für Statesmen of World War I

### Kabinettsmitglied in den Koalitionsregierungen
In der während des Ersten Weltkriegs gebildeten Koalitionsregierung von Herbert Henry Asquith bekleidete Balfour von 1915 bis 1916 als Nachfolger Winston Churchills das Amt des Ersten Lords der Admiralität (Marineminister). Nach dem Rücktritt Asquiths erklärte sich Balfour bereit, in einer neuen Koalitionsregierung unter David Lloyd George zu dienen, was mit ein entscheidender Faktor für das Zustandekommen der neuen Regierung war.
Nach der Regierungsübernahme durch Lloyd George bildete dieser das Kabinett um, und Balfour wurde Außenminister. In dieser Funktion ging er mit seiner Balfour-Deklaration (2. November 1917) in die Geschichte ein. Darin sicherte er Walter Rothschild, 2. Baron Rothschild zu, die britische Regierung werde die Zionisten bei der Errichtung einer „nationalen Heimstätte für das jüdische Volk“ in Palästina unterstützen. Damit wurde er zum Wegbereiter des UN-Teilungsplans von 1947, auf den 1948 die Staatsgründung Israels folgte. Balfour war selbst vom Christlichen Zionismus geprägt.  Die Balfour-Deklaration stieß ab Dezember 1917 bei Angehörigen der britischen Militärverwaltung Palästinas auf erheblichen Widerstand, der sich jedoch nicht offen äußern konnte, sondern, vor allem zwischen 1918 und 1926, über den Weg einer pro-arabischen Kulturpolitik. Hauptakteur war Balfours persönlicher Gegenspieler Ronald Storrs.
Von 1919 bis 1922 und noch einmal von 1925 bis 1929 saß Balfour als Lord President of the Council im Kabinett. In dieser Eigenschaft veröffentlichte er am 1. August 1922 die Balfour-Note zum Zusammenhang zwischen Reparationen und Interalliierten Kriegsschulden: Bei der Fundierung beider Schuldenarten gelte es im Interesse einer raschen Stabilisierung der Weltwirtschaft größtmögliche Mäßigung walten zu lassen. Die britische Regierung verzichte auf alle politischen Schuldenzahlungen, sowohl was deutsche Reparationen als auch, was Kriegsschulden betraf, die über die von den USA geforderten Schuldendienste hinausgingen. Am 5. Mai 1922 wurde er als Earl of Balfour und Viscount Traprain zum erblichen Peer erhoben, wodurch er Mitglied des House of Lords wurde. Da Balfour unverheiratet und kinderlos war, erfolgte die Verleihung mit dem besonderen Zusatz, dass die Titel in Ermangelung eigener männlicher Nachkommen auch an seine Brüder und deren männliche Nachkommen vererbbar sei.
Als Bonar Law sein Amt im Mai 1923 wegen einer Kehlkopfkrebs-Erkrankung niederlegte, spielte Balfour bei der Nachfolgeregelung eine zentrale Rolle im Hintergrund. Die Nachfolge entschied sich zwischen Stanley Baldwin und Curzon. Der scheidende Premier Bonar Law vermied es, König Georg V. einen Nachfolger durch einen formellen Rat vorzuschlagen, da er fürchtete, dass die unvermeidliche Wahl ohnehin Curzon sein würde, den er allerdings nicht als seinen Nachfolger sehen wollte. Lord Stamfordham in seiner Rolle als Privatsekretär König Georgs V. befragte deshalb andere Personen, wie Balfour, der inzwischen als elder statesman angesehen wurde. Dieser riet dem König, nach Baldwin zu senden, da sich die konstitutionellen Gewichte seit dem Parliament Act 1911 deutlich zugunsten des Unterhauses verschoben hätten, im Kabinett bereits zu viele Peers säßen, die führende Oppositionspartei (die Labour Party) dagegen im Oberhaus bislang überhaupt nicht repräsentiert sei. Am Ende entschied sich Georg, Baldwin dazu einzuladen, eine Regierung zu bilden. Die Entscheidung gegen Curzon und für Baldwin gilt gemeinhin als eine Wegscheide für das politische System Großbritanniens, in dem Mitglieder des Oberhauses seitdem effektiv kaum noch Chancen auf den Posten des Premiers hatten.
Bei der Regierungsbildung ignorierte Baldwin Balfour zunächst; Ewen Green sieht als Grund dafür vor allem Baldwins Unsicherheit, dass Balfour als ehemaliger Premierminister ein potentieller Rivale für seine noch ungefestigte Position gewesen wäre. Als Baldwin 1923 überraschend Neuwahlen ausrief, verloren die Konservativen ihre Mehrheit. Statt der avisierten Mehrheit von 80 Sitzen verloren die Konservativen bei der Wahl am 6. Dezember 1923 86 ihrer 344 Sitze, während sowohl Labour als auch die Liberalen Unterhaussitze hinzu gewannen. Im Ergebnis kam es zu einem Hung parliament, bei dem keine der drei großen Parteien eine absolute Mehrheit auf sich vereinigen konnte. Innerhalb des Kabinetts kam es kurzzeitig zu Kabalen, um Baldwin als Parteiführer nun abzulösen; nachdem sich jedoch Balfour als ehemaliger Parteiführer offen gegen diese Pläne positioniert hatte, blieb Baldwins Position stabil. Nach dem Fall der kurzlebigen ersten Labour-Regierung kam es 1924 erneut zu vorzeitigen Neuwahlen. Die Unterhauswahl 1924 wurde zu einem sicheren Sieg für die Konservativen. Baldwin, nun mit einer eigenen Mehrheit ausgestattet, bildete daraufhin sein Zweites Kabinett. Als durch Curzons unerwarteten Tod im April 1925 im Kabinett eine Vakanz entstand, wurde Balfour, nunmehr 76 Jahre alt und zunehmend schwerhörig, Lord President of the Council.
Eine wichtige Rolle spielte Balfour auch beim Transformationsprozess des Britischen Empires zum Commonwealth of Nations. Seinen Namen trägt der 1926 unter seinem Vorsitz erarbeitete Balfour-Bericht, dessen Kern die Formulierung der vollständigen Souveränität der Dominions vom britischen Mutterland bildet.

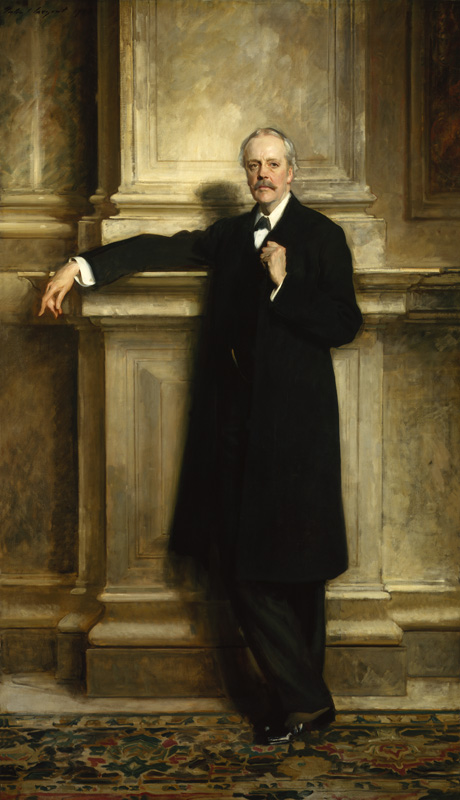
John Singer Sargent: Arthur James Balfour, 1908, Öl auf Leinwand, 260 cm × 150 cm, National Portrait Gallery, London; Schwedisches Nationalmuseum, Stockholm

## Rezeption

### Darstellung Balfours in der Kunst

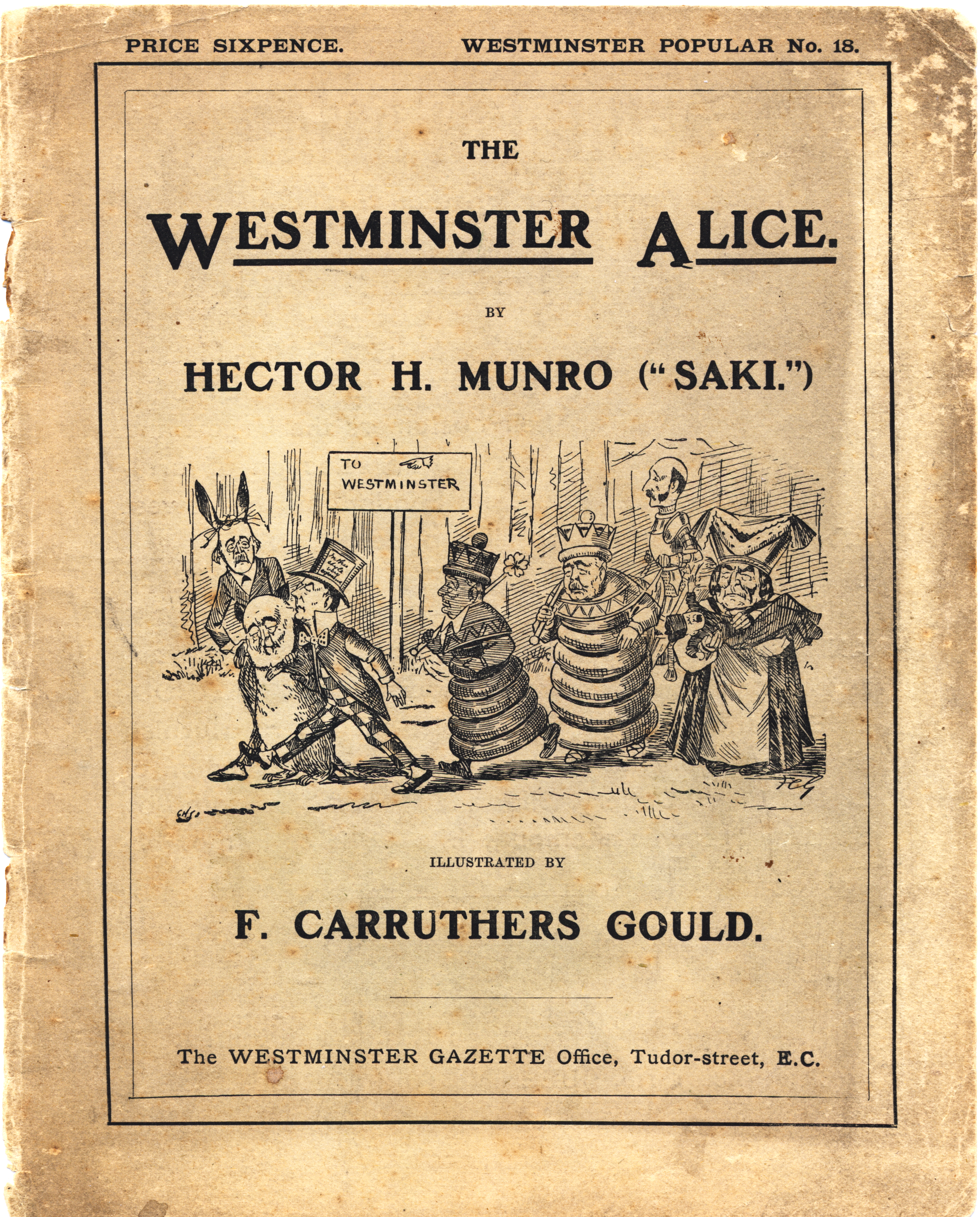
Cover von Alice in Westminster (1902)

In dem 1893 erschienenen Science-Fiction-Roman The Angel of the Revolution wird Balfour als Premierminister in einer nahen imaginierten Zukunft (1903–1905) dargestellt. In zwei Parodien auf Alice im Wunderland – Clara in Blunderland von 1902 und Lost in Blunderland von 1903 – die von Harold Begbie, J. Stafford Ransome und Michael Henry Temple unter dem Pseudonym „Caroline Lewis“ verfasst wurden, wird Balfour als Clara (die als Äquivalent zu Alice fungiert) parodiert. Die Bücher setzen sich kritisch mit dem Zweiten Burenkrieg und der weiteren britischen Politik auseinander.
John Buchan veröffentlichte 1906 mit A Lodge in the Wilderness einen halbfiktionalen Roman, in dem mehrere fiktionalisierte Personen über den Imperialismus und das britische Empire diskutieren. 1911 veröffentlichte H. G. Wells mit The New Machiavelli seinen Roman über zeitgenössische Politik, in dem er eine fiktionalisierte Version Balfours als einen der Protagonisten ansiedelte. 1923 porträtierte Wells eine fiktionalisierte Version Balfours erneut in seinem Roman Men Like Gods. Saki verewigte Balfour als den ewig entschlusslosen „Halfan Halfour“ in seiner satirischen Kurzgeschichte Ministers of Grace, zudem porträtierte er Balfour in seiner politischen Satire „Alice in Westminster“, die auf Alice im Wunderland basiert und Alice in Interaktion mit den führenden Politikern der Zeit zeigt.
In klarer Anlehnung an Philippe de Champaignes Porträt von Kardinal Richelieu schuf der US-amerikanische Porträtmaler John Singer Sargent 1908 ein Porträt Balfours. Im Rahmen der Statesmen of World War I fertigte der schottische Maler James Guthrie eine Porträtstudie Balfours an. Beide Gemälde befinden sich in der Londoner National Portrait Gallery.
In der ab 1971 von der BBC ausgestrahlten TV-Serie Das Haus am Eaton Place (Originaltitel: Upstairs, Downstairs) wird Balfour, der nie im Bild zu sehen ist, als wiederkehrende Figur erwähnt, der den Protagonisten Richard Bellamy politisch fördert. 1975 wurde Balfour von Lyndon Brook in der TV-Produktion Edward the Seventh dargestellt.
Im Jahr 2024 wurde das Porträt des ungarisch-britischen Malers Philip Alexius de László, das im Trinity College der Universität Cambridge hing, von einer palästinensischen Aktivistin mit Farbe besprüht und mehrfach mit einem Messer zerschnitten.

### Balfour im Urteil der Zeitgenossen
Balfour galt seinen Zeitgenossen als eine leicht sinistre und skrupellose Figur, die in der hohen Politik mit zynischer Überlegenheit manövriert sei. So zeichnete George Dangerfield Balfour als Person, die mit herablassender Finesse Politik als ein Spiel aus destruktiver Freude betrieb. In seiner Sammlung von Essays (Great Contemporaries) beschrieb Churchill Balfour als jemand, der, wenn er in den Intrigen der italienischen Renaissance gelebt hätte, keiner Lektüre von Niccolò Machiavellis Schriften bedurft hätte, um sich zurechtzufinden. Churchill bemerkte nach dem Zweiten Weltkrieg zu seinem Leibarzt, Lord Moran, dass Balfour zu den fünf Personen gehören würde, von denen er sich gewünscht hätte, dass sie seinen späten Lebenstriumph als Führer der britischen Nation im Krieg noch miterlebt hätten.

### Forschungsgeschichte
Balfour hinterließ weder Tagebücher noch eine fertige Autobiographie. Dennoch existiert eine Sammlung privater und politischer Papiere, da seine Schwester Alice und seine Nichte Blanche Dugdale sowie auch zwei Sekretäre diese sammelten und bewahrten. Als Sammlungen in (Edinburgh und London gelagert) bleiben diese die wichtigsten Primärquellen für Balfours Leben und Wirken.
Nachdem bereits zu Lebzeiten zwei Studien über Balfour erschienen waren (1903 von Bernard Alderson: Arthur James Balfour: The Man and his Work und 1920 von ET Raymond: Mr. Balfour: A Biography) veröffentlichte 1939 seine Nichte Blanche eine zweibändige Biographie Balfours, eine wichtige und nützliche Quelle für die Forschung, allerdings auch von der Familienloyalität geprägt.
Sidney Zebel brachte 1973 mit Arthur James Balfour: a political biography eine Vorstellung Balfours heraus. Alan Sykes veröffentlichte 1979 das Buch Tariff Reform in British Politics, 1903–1913, welches das Thema der Zollreformen abhandelte, während Ruddock Mackay mit Balfour, Intellectual Statesman im Jahr 1985 eine Analyse von Balfours außenpolitischen Zügen vorlegte.
Ewen Green veröffentlichte im Jahr 1995 mit The Crisis of Conservatism: The Politics, Economics and Ideology of the Conservative Party 1880–1914 seine Studie über die Konservative Partei in Balfour politischer Hochphase. Im Rahmen der Serie 20 British Prime Ministers of the 20th Century erschien 2006 zudem seine Kurzbiographie Balfour.
Generell ist Balfours Bedeutung als Premierminister umstritten. Teils wird seine relativ kurze Zeit als Premierminister lediglich als ein bloßer Epilog zur langen Regierungszeit seines Onkels angesehen, teils wird auf seine Bedeutung zunächst als langjährige rechte Hand seines Onkels verwiesen; nur dank seiner Rolle als Vollstrecker im Unterhaus wäre Salisburys Regierung erfolgreich gewesen. Dazu werden seine Gesetzgebungswerke als Premierminister aufgezählt, die zum Teil wichtige Weichenstellungen bedeuteten. Auch seine späteren Jahre als Außenminister werden positiv hervorgehoben.
George Macaulay Trevelyan sah ihn 1937 aufgrund des Education Act, des Licensing Act, des Irish Land Purchase und des Committee of Imperial Defence als einen der erfolgreichen Premiers an.
In einer Umfrage der BBC unter Historikern, Politikern und politischen Kommentatoren, bei der die Abstimmenden den besten Premierminister des 20. Jahrhunderts wählen sollten, belegte Balfour Rang 16.

## Schriften

Balfours Signatur

- Defense of Philosophic Doubt: Being an Essay on the Foundations of Belief, Macmillan, London 1879.
- Essays and Adresses. David Douglas, Edinburgh, 1893.
- The Foundations of Belief. Longmans, London 1895.
- Theism and Humanism. London 1915.

## Literatur

Wappen des Earl of Balfour

### Biographien
- R. J. Q. Adams: Balfour. The Last Grandee. Thistle Publishing, 2013, ISBN 978-1-909609-96-9. (englischsprachige Biografie)
- Ewen Green: Balfour. In: 20 British Prime Ministers of the 20th Century. Haus Publishing, London 2006, ISBN 1-904950-55-8. (englischsprachige Kurzbiografie)
- Sidney H. Zebel: Balfour. A Political Biography. Cambridge University Press, Cambridge 1973, ISBN 0-521-08536-5.

### Sonstige Literatur
- Andrew Adonis: Making Aristocracy Work. The Peerage and the Political System in Britain 1884–1914. Oxford University Press, 1993, ISBN 0-19-820389-6.
- Robert Blake: The Conservative Party from Peel to Major. Faber and Faber, London 1997, ISBN 0-413-58140-3.
- Nancy Ellenberger: Balfour’s World. Aristocracy and Political Culture at the Fin de Siècle. Boydell Press, Woodbridge 2015, ISBN 978-1-78327-037-8.
- Ewen Green: The Crisis of Conservatism. The politics, economics and ideology of the British Conservative Party 1880–1914. Routledge, London 1995.
- Simon Heffer: The Age of Decadence. Britain 1880 to 1914. Random House, New York City 2017, ISBN 978-1-84794-742-0.
- Roy Jenkins: Mr. Balfour’s Poodle. Bloomsbury Reader, London 2012, ISBN 978-1-4482-0320-8. (Erstveröffentlichung 1954)
- Moya Tönnies. Colonial Diplomacy through Art. Jerusalem 1918–1926. Leiden: Brill, 2024.

### Enzyklopädieartikel
- Balfour, Arthur James. In: Encyclopædia Britannica. 11. Auflage. Band 3: Austria – Bisectrix. London 1910, S. 250 (englisch, Volltext [Wikisource]).